# 灰色性向
灰色性向（英語：grey-sexuality）是介於有性向和無性向之間的一種性取向。被認為是灰色性向的個體會被稱為gray-A、grace或gray ace，並構成所謂的「Ace umbrella」。一般使用半性向（demisexua / semisexual）偏無性向（asexual-ish）偏性向（sexual-ish）等詞語來稱呼。
灰色性向者通常被認為比較傾向於無性向的一端。所以，例如AVEN（Asexual Visibility and Education Network）此類線上社群的出現，提供了灰色性向者討論的空間。

## 定義

### 一般
灰色性向被認為是有性向和無性向之間的灰色地帶，在這種情況下，一個人只是可能偶爾感到性吸引。「demisexuality」這個術語在2008年被AVEN定義出來。前綴的「demi-」源自拉丁文「dimidium」，意為「分割成一半」。「demisexual」一詞來自「介於性（sexual）和無性（asexual）之間」的概念。該術語不代表半性向者擁有不完整的性取向，也不代表一個完整的性向需要沒有情感連結的性吸引。
灰色無性向一詞涵蓋了在無性取向傘下或無性取向光譜上一段範圍的認同，包含了半性向。其他包含在這個光譜內的術語有半有性向（semisexual，和字面同義的demisexual有時被替換性的用在一方更偏有性向的區別）、偏無性向（asexual-ish）和偏有性向（sexual-ish）。灰色無性向的光譜通常包含極少、只有在特定情況下或少得可被忽略的強度上感受到性吸引的個人。Sari Locker，一位在哥倫比亞大學教育學院的性教育工作者，在一場Mic主持的訪談中論及，灰色無性向者感覺他們是在無性取向和更典型的有性趣間的灰色區間之內。

### 半性向
半性取向（Demisexuality）指那些在形成一個緊密的情感連結後才會感受到次要的性吸引的人們。半性別資源中心表示，他們大部分並不感受到性的吸引，所以半性取向者被歸類為無性取向社群。
許多半性取向者在一生中只受到少數一些人，甚至只是一人的吸引。許多半性取向者也對性不感興趣，因此半性取向者與無性取向者有很多共通之處。半性取向者因為幾個原因對於不同的人有不同的意義，第一和最重要的是，情感紐帶（emotional bond）的定義因人而異。另一原因是，在無性向光譜社群裡的人在人生中常會改變其標籤，而性取向和認同的流動性是一共同的態度。半性取向可以持有任何浪漫情感取向，包括：
無浪漫情感取向（aromantic，對任何性別都不感受浪漫情感的吸引）
灰色浪漫情感取向（grey-aromantic，在有或無感受浪漫情感吸引之間的區域）
半浪漫情感取向（demiromantic，直到情感紐帶形成不感受到浪漫情感吸引）
異性浪漫情感取向（heteroromantic）
同性浪漫情感取向（homoromantic）
雙性浪漫情感取向（biromantic）
泛性別浪漫情感取（panromantic）
多性別浪漫情感取向（polyromantic）。
半性取向或普遍的性取向，其與情感連結的交錯是羅曼史小說常見的主題，已經被定下一如「強制半性取向」的術語。在虛構的散文中，性接觸只有在相愛的伴侶間才能真正令人愉快，這樣的範式是一種常見刻板地與女性角色關聯的特徵。此連結的親密性也令排他性佔上主控位置。半性取向通過在一些被提議的無性取向旗幟上的呈現而收到可見度。不同於其他無性取向者的，半性取向者不一定缺乏性欲。半性取向被與重金屬音樂喜好者比較，因為其很多歌詞締結於浪漫情感吸引的必要性上。另一個對半性取向的說明描述其為"隨在浪漫情感吸引之後的"。已經被理論化為一種從對伴侶可信賴度之需求衍生而來的傾向。

## 浪漫情感取向
一位自我認同為灰色無性向者的浪漫情感取向可能有許多情況，因为性和浪漫情感的認同不必然是相連的。有些人是無浪漫情感（aromantic）的，另有些人是異性向情感（heteroromantic）、同性向情感（homoromantic）、雙性向情感（biromantic）或泛性向情感（panromantic），而不論何種浪漫情感取向，都能夠和其他個人發展親密關係。

## 社群
一篇Wired上的文章注意到無性取向與灰色性取向光譜上的一些流動體舉例，在無性向社群中是被接受的。赫芬頓郵報的文章引用了一名認同為灰色無性向的高中生的話：「性取向是如此流動，灰色無性向呈現的更像是一個選擇不確定的機會。」
AVEN和部落格網站例如 Tumblr，給了灰色無性向者一些在其社群中找到包容感的門道。灰色無性向者被注意到性的吸引方面有多樣的經驗，社群中的個體們則分享著他們在光譜上的認同。灰色帶代表在社群中的灰色性取向區域。

## 研究
概略來說無性取向在學術研究與公眾論述中是相對較新的。然而已經有一些灰色性取向的實例被當作一段光譜加入無性向的研究，例如哥倫比亞大學的Caroline H. McClave。在她的碩士論文中，McClave定義「灰色性向（gray-sexual）」為經歷過性吸引（sexual attraction）但偏好不進行活動。此外，McClave使用了此前一些研究中在無性取向和有性取向者之間表現出顯著差異人口統計和行為變量，以便評估她對灰色性取向定義的「有效程度」。